# Премия Европейской киноакадемии 1989
European Film Awards 1989 — премия Европейской киноакадемии (нем. Europäischer Filmpreis).

## Лауреаты и номинанты Премии Европейской киноакадемии 1989

### Лучший европейский актёр
Франция Филипп Нуаре — Новый кинотеатр «Парадизо» и Жизнь и больше ничего
- Ирландия Дэниэл Дэй-Льюис — Моя левая нога
- Югославия Давор Дуймович — Время цыган
- Венгрия Карой Эперьеш — Эльдорадо
- Чехословакия Йозеф Кронер — Ты, который на небе

### Лучшая европейская актриса
Великобритания Рут Шин — Высокие надежды
- Франция Сабин Азема — Жизнь и больше ничего
- Югославия Снежана Богданович — Kuduz
- ГДР Коринна Харфух — Treffen in Travers
- СССР Наталья Негода — Маленькая Вера

### Лучший европейский оператор
Ульф Брантос и Йорген Перссон — Женщины на крыше
- Джирджос Арванитис — Пейзаж в тумане
- Шандор Кардош — Эльдорадо
- Кшиштоф Птак — 300 миль до неба
- Yefim Reznik — Маленькая Вера

### Лучший европейский композитор
Эндрю Диксон — Высокие надежды
- Горан Брегович — Kuduz
- Ференц Дарваш — Эльдорадо
- Михал Лоренц — 300 миль до неба
- Мэгги Парк и Элизабет Гэст — A Wopbobaloobop a Lopbamboom

### Лучший европейский режиссёр
Венгрия Геза Беременьи — Эльдорадо
- Греция Тео Ангелопулос — Пейзаж в тумане
- Польша Мацей Дейчер — 300 миль до неба
- СССР Василий Пичул — Маленькая Вера
- Ирландия Джим Шеридан — Моя левая нога

### Лучший европейский фильм
Греция Пейзаж в тумане
- Венгрия Эльдорадо
- Исландия Магнус
- Португалия Воспоминания Желтого Дома
- Великобритания Высокие надежды
- СССР Маленькая Вера

### Лучший европейский сценарист
Мария Хмелик — Маленькая Вера
- Тео Ангелопулос, Тонино Гуэрра и Танасис Вальтинос — Пейзаж в тумане
- Венгрия Геза Беременьи — Эльдорадо
- Трейн Бертелсонн — Магнус
- Maciej Dejczer and Cezary Harasimowicz — 300 миль до неба

### Лучшая роль второго плана
Великобритания Эдна Доре — Высокие надежды
- Швейцария Лена Сабина Берг — A Wopbobaloobop a Lopbamboom
- Швейцария Роже Жендли — Женщина из Роуз-Хилл
- Италия Алессандра Ди Санцо — Мэри навсегда
- СССР Людмила Зайцева — Маленькая Вера